# 천안오성고등학교
천안오성고등학교(天安五城高等學校)는 대한민국 충청남도 천안시 서북구 성성동에 있는 공립 고등학교이다.

## 학교 연혁
- 2005년 8월 10일 : 천안오성고등학교 설립 인가
- 2007년 3월 1일 : 천안오성고등학교 개교(1학년 12학급)
- 2007년 3월 1일 : 초대 유장준 교장 부임
- 2007년 3월 5일 : 제1회 입학식(12학급 466명)
- 2010년 2월 14일 : 제1회 졸업식(12학급 448명)
- 2024년 9월 1일 : 제9대 한치원 교장 부임
- 2025년 1월 8일 : 제16회 졸업식(12학급, 385명)
- 2025년 3월 4일 : 제19회 입학식(12학급, 410명)

## 참고 자료
- 천안오성고등학교 - 한국교육학술정보원 학교알리미